# Yuen Biao
Yuen Biao (元彪 | cantonés: Yuen Biu | mandarín: Yuán Biāo) es un actor y coreógrafo de artes marciales chino, nacido el 26 de julio de 1957 en Hong Kong. 

## Biografía
Hsia Ling Jun (夏令震) empezó su adiestramiento de niño en la escuela de ópera de Pekín de los "Siete Pequeñas Fortunas" del maestro Yu Jim Yuen bajo el nombre artístico de Yuen Biao junto a otros niños como Yuen Wah, Yuen Kwai (Corey Yuen), Yuen Chu (Sammo Hung) y Yuen Lu (Jackie Chan). Entre los niños se cimentó una férrea amistad que perduraría durante muchos años. Al igual que sus compañeros, pronto empezó a trabajar en pequeños papeles en el cine, destacando The Eighteen Darts en 1966. Tras muchos trabajos de extra y especialista cinematográfico durante más de diez años, a mediados de la década de los 70 es ascendido a asistente del equipo del reputado coreógrafo Yuen Woo Ping, y convertido él mismo en coreógrafo jefe en 1977. Su primer papel protagonista fue en Knockabout (1979) de Sammo Hung, para la compañía Golden Harvest. Durante la década de los 80 Yuen trabajó en varias comedias de acción con Jackie Chan y Sammo Hung, que le dieron cierta popularidad en Occidente. En 1986 inició su carrera como productor con Al borde de la ley (Más fuerte que la ley) junto a Cynthia Rothrock, dirigida por Corey Yuen, que culminaría con la fundación de su propia productora en 1992, con la que debutó como director con A Kid From Tibet ese mismo año.